# Bromek ipratropiowy
Bromek ipratropiowy, bromek ipratropium – wielofunkcyjny organiczny związek chemiczny o strukturze bromku czwartorzędowej soli amoniowej, pochodna atropiny. Jest antagonistą receptorów muskarynowych. Stosuje się go jako lek o działaniu cholinolitycznym (parasympatykolitycznym), zależnym od miejsca podania: najczęściej miejscowo do oskrzeli, aby zapobiec ich skurczowi lub je rozszerzyć. Nie hamuje aktywności nabłonka migawkowego w drogach oddechowych.

## Farmakokinetyka
Bromek ipratropiowy słabo wchłania się z przewodu pokarmowego. Nie rozpuszcza się w substancjach niepolarnych. Nie przechodzi do ośrodkowego układu nerwowego. Po podaniu wziewnym niewielka ilość leku przenika do krwi. 
Jest dobrze tolerowany. Po inhalacji leku do oskrzeli jego działanie rozkurczowe widoczne jest po 15 minutach. Maksymalne działanie leku obserwuje się zwykle po 1 do 2 godzin i utrzymuje się ono średnio przez 6 godzin. Może być stosowany wraz z innymi lekami wziewnymi (β-mimetyki), przy czym daje efekt synergistyczny.

## Wskazania
Zapobieganie lub przerywanie duszności w przypadkach:
- przewlekłe zapalenie oskrzeli
- zapobieganie stanom skurczowym oskrzeli (bronchospastycznym)
- przerywanie stanów bronchospastycznych
- przewlekła obturacyjna choroba płuc
- w czasie zabiegów chirurgicznych i po nich (celem zapobiegania skurczowi oskrzeli)
- postać lekka i średnio nasilona astmy

## Przeciwwskazania
- nadwrażliwość na lek
- jaskra z ograniczonym kątem przesączania
- łagodny rozrost gruczołu krokowego

## Działania niepożądane
Niekorzystnymi skutkami ubocznymi są między innymi: suchość w jamie ustnej, zaczerwienienie skóry, podrażnienie gardła, kaszel, tachykardia, zatrzymanie moczu.

## Preparaty handlowe
- Atrovent – do stosowania wziewnego w postaci aerozolu dozowanego lub płyn do nebulizacji
- Berodual – preparat złożony (ma w składzie fenoterol), w postaci aerozolu dozowanego